# Liste des sites Ramsar en Bulgarie
Cet article recense les zones humides de Bulgarie concernées par la convention de Ramsar.

## Statistiques
La convention de Ramsar est entrée en vigueur en Bulgarie le 24 janvier 1976. En janvier 2020, le pays compte 11 sites Ramsar, couvrant une superficie de 499,13 km2 (soit moins de 0,5% du territoire bulgare).

## Liste
| Site                                          | Oblast                 | Notes                                             | Date              | Superficie (km²) | Altitude (m) | Identifiant Ramsar | Identifiant WDPA | Coordonnées                       | Photo |
| --------------------------------------------- | ---------------------- | ------------------------------------------------- | ----------------- | ---------------- | ------------ | ------------------ | ---------------- | --------------------------------- | ----- |
| Srébarna                                      | Silistra               |                                                   | 24 septembre 1975 | 14,64            | 2 - 102      | 64                 | 67818            | 44° 06′ 47″ nord, 27° 06′ 40″ est |       |
| Complexe de Ropotamo (bg)                     | Bourgas                | Comprend entre autres la réserve de Ropotamo (bg) | 24 septembre 1975 | 55,00            | 215 -        | 65                 | 67819            | 42° 19′ 01″ nord, 27° 45′ 00″ est |       |
| Lac Atanasovsko (en)                          | Bourgas                |                                                   | 28 novembre 1984  | 14,04            | 0 - 2        | 292                | 67820            | 42° 34′ 01″ nord, 27° 28′ 01″ est |       |
| Lac Dourankoulak (bg)                         | Dobritch               |                                                   | 28 novembre 1984  | 3,50             |              | 293                | 67821            | 43° 42′ nord, 28° 30′ est         |       |
| Lac Chabla (bg)                               | Dobritch               |                                                   | 13 mars 1996      | 4,04             | 1            | 801                | 127841           | 43° 34′ 59″ nord, 28° 33′ 00″ est |       |
| Complexe des îles Béléné                      | Pleven, Veliko Tarnovo |                                                   | 24 septembre 2002 | 183,30           | 21 - 55      | 1226               | 900754           | 43° 39′ 29″ nord, 25° 09′ 00″ est |       |
| Île d'Ibicha (bg)                             | Montana                |                                                   | 24 septembre 2002 | 33,65            | 20 - 169     | 1227               | 900755           | 43° 48′ 47″ nord, 23° 30′ 32″ est |       |
| Poda (bg)                                     | Bourgas                |                                                   | 24 septembre 2002 | 3,07             | 0 - 3        | 1228               | 900756           | 42° 27′ 11″ nord, 27° 27′ 47″ est |       |
| Complexe de zone humide de Pomorie (bg)       | Bourgas                |                                                   | 24 septembre 2002 | 9,22             | -1 - 2       | 1229               | 900757           | 42° 35′ 46″ nord, 27° 37′ 34″ est |       |
| Lac Vaya                                      | Bourgas                |                                                   | 11 novembre 2002  | 29,00            | 0            | 1230               | 900758           | 42° 29′ 49″ nord, 27° 23′ 46″ est |       |
| Complexe karstique du marais de Dragoman (en) | Sofia                  |                                                   | 2 novembre 2011   | 149,67           | 700 - 1 206  | 1970               | 555542685        | 42° 55′ 16″ nord, 23° 03′ 36″ est |       |